# Медно-окисный гальванический элемент
Ме́дно-о́кисный гальвани́ческий элеме́нт — химический источник тока, в котором анодом является цинк (реже олово), электролитом — гидроксид калия, катодом — оксид меди[уточнить] (иногда с добавлением оксида бария для увеличения ёмкости или оксида висмута[уточнить]).

## История изобретения
История изобретения медно-окисного гальванического элемента ведёт своё начало с 1882 года. Изобретателем этого элемента является Лаланд. Иногда медно-окисный элемент называют также элементом Эдисона и Ведекинда, но именно Лаланду принадлежит честь изобретения.

## Параметры
- Теоретическая энергоёмкость: 323,2 Вт·час/кг
  - Удельная энергоёмкость: около 84-127 Вт·час/кг
  - Удельная энергоплотность: около 550 Вт·час/дм3)
- ЭДС: 1,15 В.
- Рабочая температура: -35...+45